# Rhipidura samarensis
Rhipidura samarensis là một loài chim trong họ Rhipiduridae.